# Dziga Vértov
Dziga Vértov (en ucraïnès, Дзи́ґа Ве́ртов, Dzyga Vértov; en rus, Дзи́га Ве́ртов), pseudònim de Denís Arkàdievtx Kaufman (Bialystok, actual Polònia, 2 de gener de 1896 – Moscou, 12 de febrer de 1954), va ser un director de cinema avantguardista soviètic, autor d'obres experimentals i teòric del cinema.
Va ser membre co-fundador del col·lectiu Kino-oki (de «кіно-око», cinema-ull en ucraïnès), amb Elizaveta Svilova i Mikhail Kaufman.
Les seves pràctiques i teories de rodatge van influir en l'estil cinéma vérité de realització de pel·lícules documentals que comença a França cap a l'any 1947. També sota la seva influència, els directors de cinema francesos Jean-Luc Godard i Jean-Pierre Gorin van fundar el Groupe Dziga Vertov, una cooperativa radical de realització de cinema que va estar activa des de 1968 fins a 1972.
En Dzyga Vértov és conegut per obres com ara Txelovek s kinoapparàtom (en ucraïnès: Liudyna z kinoaparatom - “L'home amb la càmera”, 1929), que va revolucionar el gènere documental, del qual se’l considera un dels pioners. A l'enquesta de Sight & Sound de 2012, els crítics van votar aquesta obra de Vértov com la vuitena millor pel·lícula mai feta.
Una altra obra, Entusiasme: Simfonia del Donbàs (en rus: Энтузиазм: Симфония Донбасса, Entuziazm: Simfonia Donbassa, en ucraïnès: Ентузіязм: Симфонія Донбасу, Entuziiazm: Symfoniia Donbassu, 1930), va ser la seva primera pel·lícula de so i la primera de la productora soviètica Ukrainfilm. La banda sonora de la pel·lícula es considera experimental i avantguardista per la incorporació dels sons de fàbriques, indústries i altres màquines; la parla humana té poca presència en la pel·lícula.
Alguns dels seus altres films són Godovxtxina revoliútsii (en ucraïnès: Ritxnýtsia revoliutsii - «L’aniversari de la revolució», 1919), Xagai, Soviet! (en ucraïnès: Krokui, Rado! - «Endavant, Soviet!», 1926), Xestaia txast mira (en ucraïnès: Xosta txastina svitu - «La sisena part del món», 1926) i Tri pesni o Lenine (en ucraïnès: Try picni pro Lenina - «Tres cançons sobre Lenin», 1934), d’intenció propagandística.
Els germans menors de Vértov, Boris Kaufman i Mikhail Kaufman, també van ser destacats cineastes, igual que la seva dona, Ielizaveta Svilova.

## Biografia
David Àbelevitx Kàufman va néixer el 1896 en una família jueva a Bialystok, ciutat llavors pertanyent a la Rússia tsarista i actualment part de Polònia. Va estudiar música al conservatori de Bialystok fins que la seva família, fugint de l'avenç de l'exèrcit alemany durant la Primera Guerra Mundial, es va traslladar a Moscou el 1915.
Poc després es van instal·lar a Sant Petersburg, on Kaufman va iniciar la carrera de Medicina i va començar a escriure, tant poesia com narracions satíriques i de ciència-ficció. Interessat pel futurisme rus, va adoptar el pseudònim de Dziga Vértov, que significa «gira, baldufa» en ucraïnès (però no en rus - és un pesudònim en ucraïnès). Va russificar el seu nom i patronímic jueu, David Abelevich, a Denis Arkadievich en algun moment després de 1918.
El 1918, després de la revolució, el Comitè del Cinema de Moscou el va contractar per treballar a Kinonedélia («Setmana de cinema», setmanari cinematogràfic sovièticvde notícies d'actualitat), a Moscou. Va treballar muntant noticiaris cinematogràfics durant tres anys. Entre els seus companys estaven Lev Kuleixov, que per aquells anys estava portant a terme els seus famosos experiments de muntatge, i Eduard Tissé, futur càmera d'Eisenstein.
La seva primera pel·lícula com a director va ser L'aniversari de la Revolució (1919), seguida de La batalla de Tsaritsin (1920), El tren Lenin (1921) i Història de la guerra civil (1922). En aquestes pel·lícules, Vértov va explorar les possibilitats del muntatge, ensamblant fragments de pel·lícula sense tenir en compte la seva continuïtat formal, temporal ni lògica, buscant sobretot un efecte poètic que pogués impactar als espectadors.
El 1919, Vértov i altres joves cineastes, entre els quals es trobava la seva futura dona Ielizaveta Svílova, van crear un grup anomenat Kinoki ("Ulls de cinema"). Més tard se'ls uniria un dels germans de Vértov, Mikhaïl Kàufman, operador cinematogràfic. Entre 1922 i 1923, Vértov i Svílova van publicar diversos manifestos en publicacions d'avantguarda, desenvolupant la seva teoria del cinema ull, un precedent del cinema veritat.
Vértov i els altres membres del grup rebutjaven qualsevol dels elements del cinema convencional: des de l'escriptura prèvia d'un guió fins a la utilització d'actors professionals, passant pel rodatge en estudis, els decorats, la il·luminació, etc. El seu objectiu era captar la «veritat» cinematogràfica, muntant fragments d'actualitat de manera que permetessin conèixer una veritat més profunda que no pot ser percebuda per l'ull. Segons el mateix Vértov, «fragments d'energia real que, mitjançant l'art del muntatge, es van acumulant fins a formar un tot global», permetent «veure i mostrar el món des del punt de vista de la revolució proletària mundial».
El 1922 va fundar el grup Kinoglaz i va començar la sèrie de noticiaris Kinopravda («Veritat cinematogràfica»). En la sèrie Kinopravda, Vértov va filmar tota mena de llocs públics, a vegades amb càmera oculta i sense demanar permís. El més famós noticiari va ser Léninskaia kinopravda, que mostrava la reacció a la mort de Lenin el 1924. El grup Kino-Pravda va començar la seva feina en un soterrani al centre de Moscou, la humitat del qual dificultava la seva feina. El 1923, Vértov es va casar amb la seva col·laboradora de tota la vida Elizaveta Svilova.
Durant els anys 20 va rodar diverses pel·lícules, però destaca sobretot Txelovek s kinoapparàtom (Человек с киноаппаратом, «L'home amb la càmera», 1929). Txelovek s kinoapparàtom mostra un dia en la vida d'un operador soviètic, dedicat a filmar una ciutat soviètica des de l'alba fins a la nit. S'ha relacionat amb una modalitat de documentals urbans que va tenir èxit en l'època, les «simfonies de grans ciutats», exemplificades per pel·lícules com Berlín, simfonia d'una gran ciutat (1927), de Walter Ruttmann, o Pluja (1929) de Joris Ivens.
El maig de 1927 Vertov es va traslladar a Ucraïna, i el moviment Cinem Ull es va trencar. L'exitosa carrera de Vértov va continuar fins als anys trenta. Entusiasme: Symphony of the Donbass (1931), un examen sobre els miners soviètics, és una "pel·lícula sonora", amb so gravat al lloc i aquests sons mecànics entrellaçats, produint un efecte simfonial.
Tres anys més tard, Tres cançons sobre Lenin (1934) mirava la revolució amb els ulls de la pagesia russa. Des de juliol de 1934 es va mostrar en projeccions privades a diversos funcionaris soviètics d'alt rang i també a estrangers destacats com HG Wells, William Bullitt i altres, i es va projectar al Festival de Cinema de Venècia l'agost de 1934. El 1938 es va estrenar una nova versió de la pel·lícula, que inclou una seqüència més llarga per reflectir els èxits de Stalin al final de la pel·lícula i deixant de banda imatges dels "enemics" d'aquella època. Amb l'auge i la sanció oficial del realisme socialista el 1934, Vértov es va veure obligat a reduir significativament la seva producció artística personal. Lullaby és potser l'última pel·lícula en què Vértov va poder mantenir la seva visió artística, es va estrenar el 1937.
Dziga Vértov va morir de càncer a Moscou el 1954.

## Influència i llegat
El que distingeix a l'obra de Vértov és la voluntat de realitzar una anàlisi marxista de les relacions socials mitjançant el muntatge. A més, Txelovek s kinoapparàtom posa l'accent en el procés de producció i consum del cinema (rodatge, muntatge i contemplació). Després de la seva última obra d'importància, Tres cants sobre Lenin (Tri pesni o Lénine, 1934), Vértov va ser relegat pel sistema estalinista a la producció de noticiers convencionals.
El llegat de Vértov encara és viu avui dia. Les seves idees tenen ressò al cinéma vérité, el moviment de la dècada del 1960 que porta el nom de Kino-Pravda de Vértov. Les dècades de 1960 i 1970 van veure un renaixement internacional de l'interès per Vértov.
L'estil independent i exploratori de Vértov va influir i va inspirar a molts cineastes i directors com el situacionista Guy Debord i empreses independents com Vertov Industries a Hawaii. El grup Dziga Vertov va agafar el seu nom. El 1960, Jean Rouch va utilitzar la teoria del rodatge de Vértov per fer Crònica d'un estiu. El seu company Edgar Morin va encunyar el terme cinéma vérité quan va descriure l'estil, fent servir la traducció directa de KinoPravda de Vértov.
El moviment del cinema lliure al Regne Unit durant la dècada de 1950, el cinema directe a Amèrica del Nord a finals de la dècada de 1950 i principis de la dècada de 1960 i la sèrie Candid Eye al Canadà a la dècada de 1950 partien essencialment de Vertov.
Aquest renaixement del llegat de Vértov va incloure la rehabilitació de la seva reputació a la Unió Soviètica, amb retrospectives de les seves pel·lícules, obres biogràfiques i escrits. El 1962 es va publicar la primera monografia soviètica sobre Vértov, seguida d'una altra col·lecció, "Dziga Vértov: articles, diaris, projectes". El 1984, per recordar el 30è aniversari de la mort de Vértov, tres organitzacions culturals de Nova York van presentar la primera retrospectiva nord-americana de l'obra de Vértov.
El teòric dels nous mitjans Lev Manovich va suggerir Vértov com un dels primers pioners del gènere cinematogràfic de bases de dades en el seu assaig Database as Symbolic Form.
El treball de Vértov ha inspirat l'artista i cineasta sud-africà notable William Kentridge.

## Filmografia
- 1918 Кинонеделя (Kino Nedelya / Setmana del cinema )
- 1918 Годовщина революции (Aniversari de la Revolució )
- 1921 История гражданской войны (Història de la Guerra Civil )
- 1922 Киноправда (Kino-Pravda )
- 1924 Советские игрушки (Joguines soviètiques )
- 1924 Кино-глаз (Kino-Eye ), càmera Ilya Kopalin
- 1926 Шестая часть мира (Una sisena part del món )
- 1928 Одиннадцатый (L'onzè any )
- 1929 Человек с киноаппаратом (Home amb una càmera de vídeo )
- 1931 Энтузиазм (Симфония Донбаса) (Entusiasme )
- 1934 Три песни о Ленине (Tres cançons sobre Lenin )
- 1937 Памяти Серго Орджоникидзе (en memòria de Sergo Ordzhonikidze )
- 1937 Колыбельная (Cançó de bressol )
- 1938 Три героини (Tres heroïnes )
- 1942 Казахстан – фронту! (Kazakhstan per al front! )
- 1944 В горах Ала-Тау (A les muntanyes d'Ala-Tau )
- 1954 Новости дня (Notícies del dia )

### Pel·lícules perdudes
Algunes de les primeres pel·lícules de Vértov es van perdre durant molts anys. Només es coneixien 12 minuts del seu 1918 Aniversari de la Revolució; el 2018, l'historiador del cinema rus Nikolai Izvolov va trobar pel·lícula perduda a l'Arxiu de cinema documental i fotogràfic de l'Estat rus i la va restaurar. El 2022 va reconstruir una altra pel·lícula perduda, 1921 La Història de la Guerra Civil utilitzant materials d'arxiu.